# Edward MacCabe
Edward MacCabe (Dublin, 14 de fevereiro de 1816 – Kingstown, 11 de fevereiro de 1885) foi um cardeal irlandês da Igreja Católica, arcebispo de Dublin.

## Biografia
De família modesta, seu pai era lojista. Ele foi educado na escola do padre Doyle, em Arran Quay; depois, em 1831, ingressou no Maynooth College, em Dublin.
Foi ordenado padre em 24 de junho de 1839, pelo arcebispo Daniel Murray de Dublin. Na arquidiocese de Dublin, foi pároco em Clontarf, administrador na pró-catedral, eleito vigário apostólico do Cabo da Boa Esperança, Distrito Leste, na África do Sul, em 1854, cargo que recusou por não querer sair da Irlanda. Pastor de Saint Nicholas Without em 1856, pároco da paróquia unida de Dun Laoghaire, Monkstown e Glasthule de 1865 a 1879, além de cônego do capítulo da catedral e vigário-geral em 1864.
Foi nomeado como bispo auxiliar de Dublin em 26 de junho de 1877, sendo consagrado como bispo titular de Gadaræ em 25 de julho na Igreja de São Miguel de Kingstown por Paul Cullen, arcebispo de Dublin, coadjuvado por John MacEvilly, bispo de Galway e Patrick Francis Moran, bispo de Ossory.
Foi promovido à sé metropolitana e primacial de Dublin em 4 de abril de 1879. Foi membro do Senado da Real Universidade da Irlanda e serviu no Comitê da Mansion House em 1881. Em outubro de 1881, o arcebispo MacCabe emitiu uma carta pastoral denunciando em termos fortes o manifesto "sem aluguel" da Irish National Land League, pelo qual ele se tornou muito impopular e isolado, sua vida foi ameaçada e por um tempo ele esteve sob a proteção da polícia.
Foi criado cardeal pelo Papa Leão XIII no Consistório de 27 de março de 1882, recebendo o barrete vermelho e o título de cardeal-presbítero de Santa Sabina em 30 de março.
Morreu em sua casa em Dún Laoghaire em 11 de fevereiro de 1885.Velado na Catedral de São Patrício, foi sepultado no Cemitério de Glasnevin.